# Platycopiidae
Platycopiidae (лат.) — семейство веслоногих ракообразных, единственное в составе отряда Platycopioida Fosshagen, in Fosshagen & Iliffe, 1985 из инфракласса Progymnoplea Lang, 1948 (Copepoda). Известно около 10 видов. Свободноживущие морские формы, гипербентос, на мелководье или в подводных пещерах.

## Описание
Мелкие ракообразные. Тело гимноплеврального типа, сочленение между грудным сегментом 5 и первым сегментом уросомы. Просома с цефалосомой и 5 сомитами; уросома с 5 сегментами у обоих полов. Антеннулы короткие и крупные с большим числом сегментов, мало различающиеся между полами. Обычно без геникуляции у самца, за исключением Antrisocopia, где обе антеннулы геникулированы. Антенны с экзоподитами, более развитыми, чем эндоподиты.
Лабрум трифолиевидный. Межмаксиллиподиальный отросток на срединном склерите с зубцами. Плавательные ноги со 2 по 5 построены по одному типу, волоски почти полностью превращены в шипы. У самцов нога 5 сходна с ногой 4, за исключением Platycopia с модификациями на обоих вёслах. Уросома сходна у обоих полов. Свободноживущие морские формы, гипербентос, на мелководье или в подводных пещерах.
Представители семейства Platycopiidae имеют примитивную форму, которая, как считается, похожа на самого ближайшего общего предка всех копепод. Синапорморфий, объединяющих семейство, найдено немного, но они включают наличие второй дорсальной сеты (волоска) на определённых сегментах ног. С каляноидными копеподами их объединяет наличие органа фон Вопеля-Клейна (Von Vaupel Klein’s organ), сенсорного органа у основания первой плавательной ноги.

## Охранный статус
Два пещерных вида занесены в международный Красный список МСОП в статусе «Виды, находящиеся на грани полного исчезновения»: Antrisocopia prehensilis и Nanocopia minuta.

## Классификация
Включает 4 рода и около 10 видов.
- Antrisocopia Fosshagen, 1985[1]
  - Antrisocopia prehensilis Fosshagen, 1985[1]
- Nanocopia Fosshagen, 1988[11]
  - Nanocopia minuta Fosshagen, 1988
- Platycopia G. O. Sars, 1911
  - Platycopia compacta Ohtsuka, Soh & Ueda, 1998
  - Platycopia inornata Fosshagen, 1972
  - Platycopia orientalis Ohtsuka & Boxshall, 1994
  - Platycopia perplexa G. O. Sars, 1911
  - Platycopia pygmaea G. O. Sars, 1919
  - Platycopia robusta Andronov, 1985
  - Platycopia sarsi M. S. Wilson, 1946
  - Platycopia tumida (C. B. Wilson, 1935)
- Sarsicopia Martínez Arbizu, 1997[12]
  - Sarsicopia polaris Martínez Arbizu, 1997